# 아사이치
아사이치(あさイチ)는 NHK 종합 텔레비전에서 방송하고 있는 주부층(전연령) 대상으로 평일 아침 생활정보 인포테인먼트 프로그램이다.

## 방송시간
- 월~금 오전 8시 15분 ~ 9시, 9시 5분 ~9시 54분

## 진행자
- 스즈키 나오코 NHK 아나운서
- 하카타 하나마루 만담가
- 하카다 다이키치 만담가

## 참고 사항
- 일부 전국 고등학교 야구 선수권 대회 기간 방송 시간을 단축하여, 갑작스런 변고되거나 결방될 수 있다.

## 같이 보기
- 연속 TV 소설